# Invalidenfriedhof

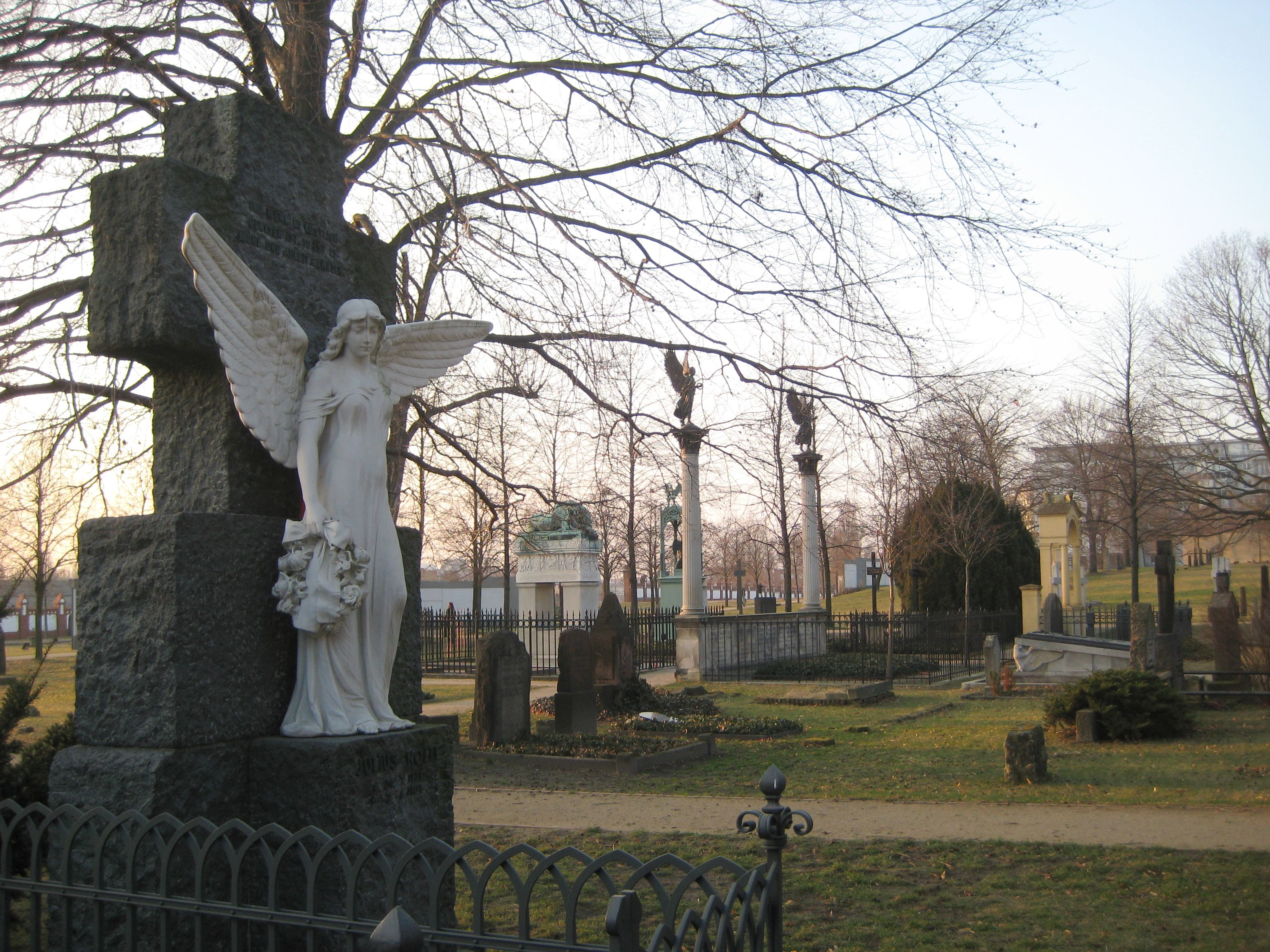
Invalidenfriedhof 2008.

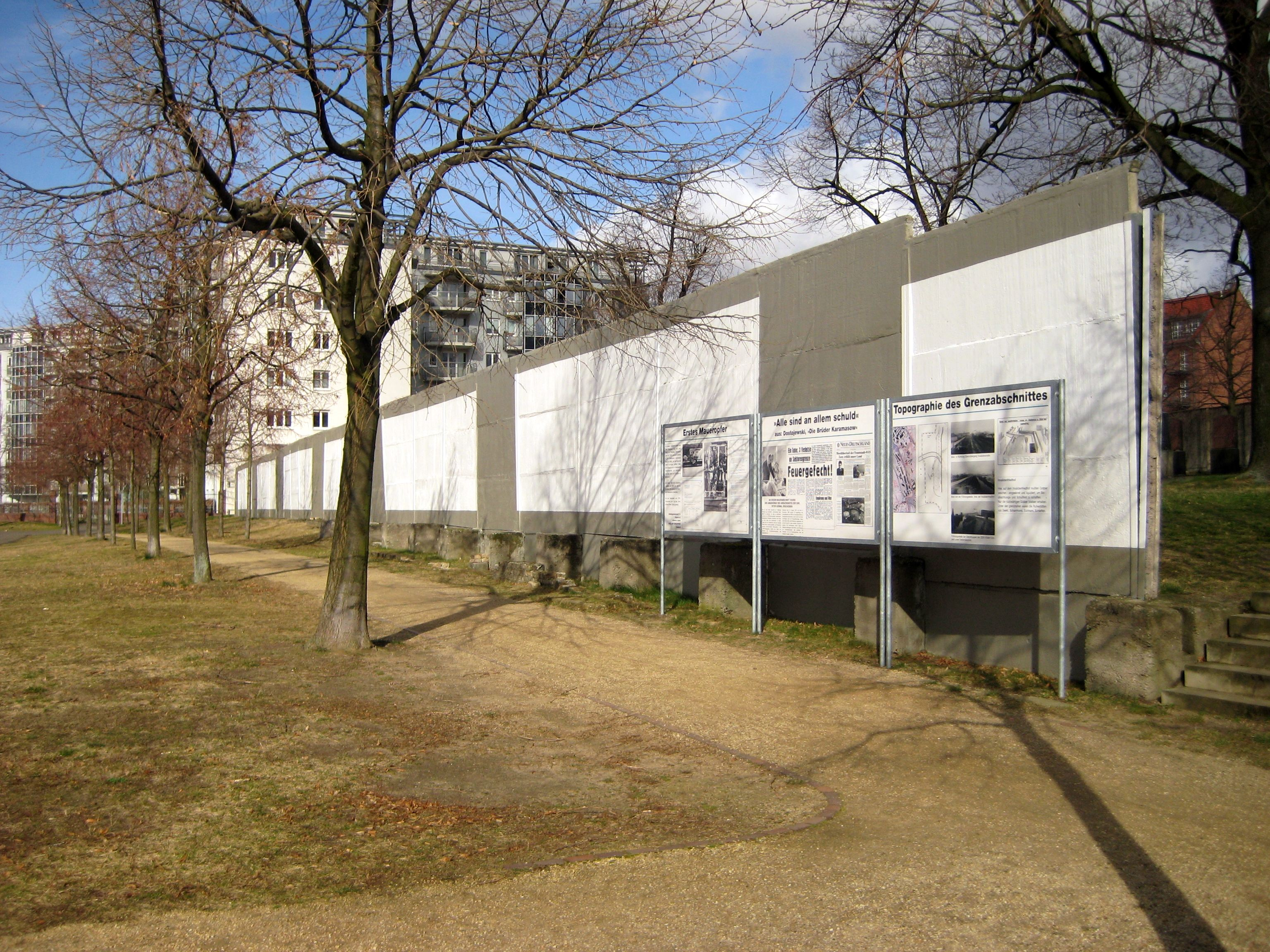
Rester av Berlinmuren vid Invalidenfriedhof.

Invalidenfriedhof är en av de äldsta bevarade begravningsplatserna i Berlin och ligger i den centralt belägna stadsdelen Mitte. Främst militärer är begravna här, men även en del civilpersoner.

## Historik
Invalidenfriedhof anlades 1748 som en begravningsplats för preussiska soldater som blivit sårade under österrikiska tronföljdskriget. Med tiden blev Invalidenfriedhof ansedd som Preussens främsta militärkyrkogård, och en mängd preussiska och tyska officerare blev begravna här fram till 1945.
I slutskedet av andra världskriget och under slaget om Berlin blev kyrkogården skadad, och regelrätta strider förekom på den. Efter krigsslutet hamnade Invalidenfriedhof i Östberlin och stängdes 1951 för allmänheten. En stor del av kyrkogården blev sedan förstörd när Berlinmuren kom att byggas tvärs över den. Förstörelsen fortsatte även därefter, bland annat genom att vaktsoldater byggde regnskydd av gamla gravstenar och monument.
Efter Tysklands återförening 1990 blev Invalidenfriedhof förklarad som byggnadsminne. En renovering har senare skett, men kyrkogårdens "forna glans" har förstås inte gått att återställa och bara en mindre del av alla de gamla gravmonumenten finns kvar.

## Bemärkta personer begravda på Invalidenfriedhof
- Werner von Fritsch
- Reinhard Heydrich
- Helmuth Johannes Ludwig von Moltke
- Werner Mölders
- Walter von Reichenau
- Manfred von Richthofen (Kvarlevorna flyttade till Wiesbaden 1975.)
- Gerhard von Scharnhorst
- Alfred von Schlieffen
- Hans von Seeckt
- Fritz Todt
- Ernst Udet